# Alemtuzumab
Az alemtuzumab, amelyet többek között Campath és Lemtrada márkanév alatt árulnak, krónikus limfoid leukémia (CLL) és szklerózis multiplex (SM) kezelésére használt gyógyszerhatóanyag. CLL-ben első és második vonalbeli kezelésként is alkalmazzák. SM-ben általában csak akkor ajánlott, ha más kezelések nem működtek. Intravénásan adják be.
Az alemtuzumab egy monoklonális antitest, amely a CD52 fehérjéhez kötődik, amely jelen van az érett limfociták felszínén, de nincs jelen azokban az őssejtekben, amelyekből ezek a limfociták származnak.
Az alemtuzumabot 2001-ben engedélyezték orvosi használatra az Egyesült Államokban. Az alemtuzumabot tartalmazó (Mab)Campath-ot 2012-ben kivonták az Egyesült Államok és Európa piacairól, hogy előkészítsék a szklerózis multiplex kezelésére fejlesztett Lemtrada bevezetését.

## Orvosi felhasználások

### Krónikus limfatikus leukémia
Az alemtuzumabot a B-sejtes krónikus limfotikus leukémia (B-CLL) kezelésére alkalmazzák olyan embereknél, akiket korábban alkilezőszerekkel kezeltek, és akiknél a fludarabin-terápia sikertelen volt. Ez egy nem konjugált antitest, amelyről úgy gondolják, hogy az antitest-függő sejtközvetített citotoxicitás (ADCC) aktiválásával működik.

### Szklerózis multiplex
A szklerózis multiplex relapszáló-remittáló (azaz a tünetek időszakos fellángolásával járó) formájára használják. A tanulmányok 2017-es Cochrane metaanalízisében az alemtuzumabot és a béta 1a interferont hasonlították össze, és megállapították, hogy az alemtuzumab éves ciklusai valószínűleg csökkentik a visszaesők és az új T2-elváltozások arányát. A mellékhatásokat mindkét kezelés esetében hasonlóan komolynak találták. Mindazonáltal az eddigi vizsgálatok nem elégségségek határozott következtetések levonására, új kutatásokra lesz szükség. Általában csak azoknak ajánlják az alemtuzumabot, akik már legalább két másik SM-gyógyszerre nem reagáltak elegendő mértékben.

## Fordítás
Ez a szócikk részben vagy egészben  az   Alemtuzumab című angol Wikipédia-szócikk ezen változatának fordításán alapul.  Az eredeti cikk szerkesztőit annak laptörténete sorolja fel. Ez a jelzés csupán a megfogalmazás eredetét és a szerzői jogokat jelzi, nem szolgál a cikkben szereplő információk forrásmegjelöléseként.